# Балашов Ігор Олександрович
Ігор Олександрович Балашо́в (нар. 29 жовтня 1985, Київ) — український зоолог і еколог, фахівець з наземних молюсків і охорони природи, кандидат біологічних наук (2011), лауреат Премії НАН України імені І. І. Шмальгаузена (2020), старший науковий співробітник Інституту зоології НАН України. Автор понад 90 наукових праць, зокрема 4 монографій, одна з них в серії «Фауна України» (2016). Значна частина статей опублікована у провідних міжнародних журналах, зокрема таких, як «Zoological Journal of the Linnean Society», «Journal of Paleontology» тощо. Описав 9 нових для науки сучасних і викопних видів наземних равликів з різних частин світу.
З 2017 року є членом Групи фахівців з молюсків Комісії з виживання видів Міжнародного союзу охорони природи (IUCN) (єдиний представник України).
Онук українських науковців Л. С. Балашова та В. С. Петренка.

## Життєпис
У 2007 році закінчив кафедру зоології біологічного факультету Київського національного університету імені Тараса Шевченка. Протягом навчання входив до складу дружини охорони природи Київського університету. Курсові та дипломна роботи були присвячені вивченню наземних молюсків лісостепового Придніпров'я та виконувалися під керівництвом Д. В. Лукашова. Після закінчення навчання протягом 2007—2008 років працював робочим по догляду за особливо небезпечними тваринами у секції герпетології Київського зоологічного парку. Одночасно з цим в кінці 2007 року поступив до аспірантури в Інститут зоології імені І. І. Шмальгаузена НАН України, по завершенню якої залишився працювати у цій установі. Кандидатську дисертацію захистив у 2011 році на тему «Наземні молюски лісостепу України» (науковий керівник І. В. Довгаль).

## Родина
Дід — ботанік, доктор біологічних наук Лев Сергійович Балашов (1929—2015), народився в Петербурзі, звідки походила його родина, в ході війни переїхав у м. Ніжин (Чернігівська область), де зустрів свою дружину Світлану Петрівну Головко (1930—2011) з м. Миргород (Полтавська область). У 1964 році подружжя переїхало до Києва. В них було двоє синів, один з яких, Олександр Левович, — батько Ігоря Балашова.
Другий дід — історик і педагог, доктор історичних наук Василь Сергійович Петренко (1925—1975), походив з історичного козацького хутора Петренки (Полтавська область). Його дружина — вчителька Меланія Леонтіївна Тутка (1926—2009) з сусіднього селища Шишаки (Полтавська область). У 1964 році подружжя переїхало до Києва. В них була одна дочка, вчителька Ольга Василівна, — мати Ігоря Балашова.

## Наукові дослідження
Одним з перших і основних напрямків досліджень І. Балашова є вивчення закономірностей поширення і просторового розподілу наземних молюсків Східної Європи та питання їх охорони, зокрема було вперше детально описано видовий склад і біотопічну приуроченість наземних молюсків багатьох територій України, перш за все в лісостеповому Придніпров'ї, на Поділлі та Харківщині, також деяких частин Полісся та Донбасу. Велика увага приділялася вивченню наземних молюсків Кримських гір, особливо ендеміків, зокрема описано новий для науки ендемічний вид і вперше детально описано біотопічний розподіл наземних молюсків регіону.
З початкових етапів досліджень значну увагу приділяє вивченню інвазійних видів наземних молюсків та їх розповсюдження Східною Європою.
Брав участь у створенні кількох заповідних територій, зокрема ландшафтного заказника Нагольний кряж (Луганська область).
У двох монографіях 2016 року узагальнено та доповнено існуючі відомості щодо наземних молюсків України, складено їх визначник і проведено оцінку природоохоронного статусу для кожного виду.
Значна частина праць І. Балашова присвячена таксономії, систематиці та номенклатурі як сучасних, так і викопних наземних молюсків з різних частин світу. Зокрема описані 9 нових видів, 2 підвиди, 3 роди і 3 підроди, два види встановлені в ранг видів, в той же час 10 форм, що раніше розглядалися як види, встановлені як внутрішньовидові форми інших відомих видів, їх назви зведені у синоніми. Опубліковано 5 статей щодо вирішення номенклатурних проблем з назвами конкретних видів молюсків у «The Bulletin of Zoological Nomenclature», офіційному журналі Міжнародної комісії із зоологічної номенклатури.
Як член експертної групи МСОП зокрема брав участь у створенні Європейського червоного списку наземних молюсків 2019 року.
З 2020 року опублікував низку праць присвячених викопним наземним молюскам з бурштинів — бірманського, хкамтійського (крейдовий період) та балтійського (еоцен).

## Деякі найважливіші наукові праці
Монографії

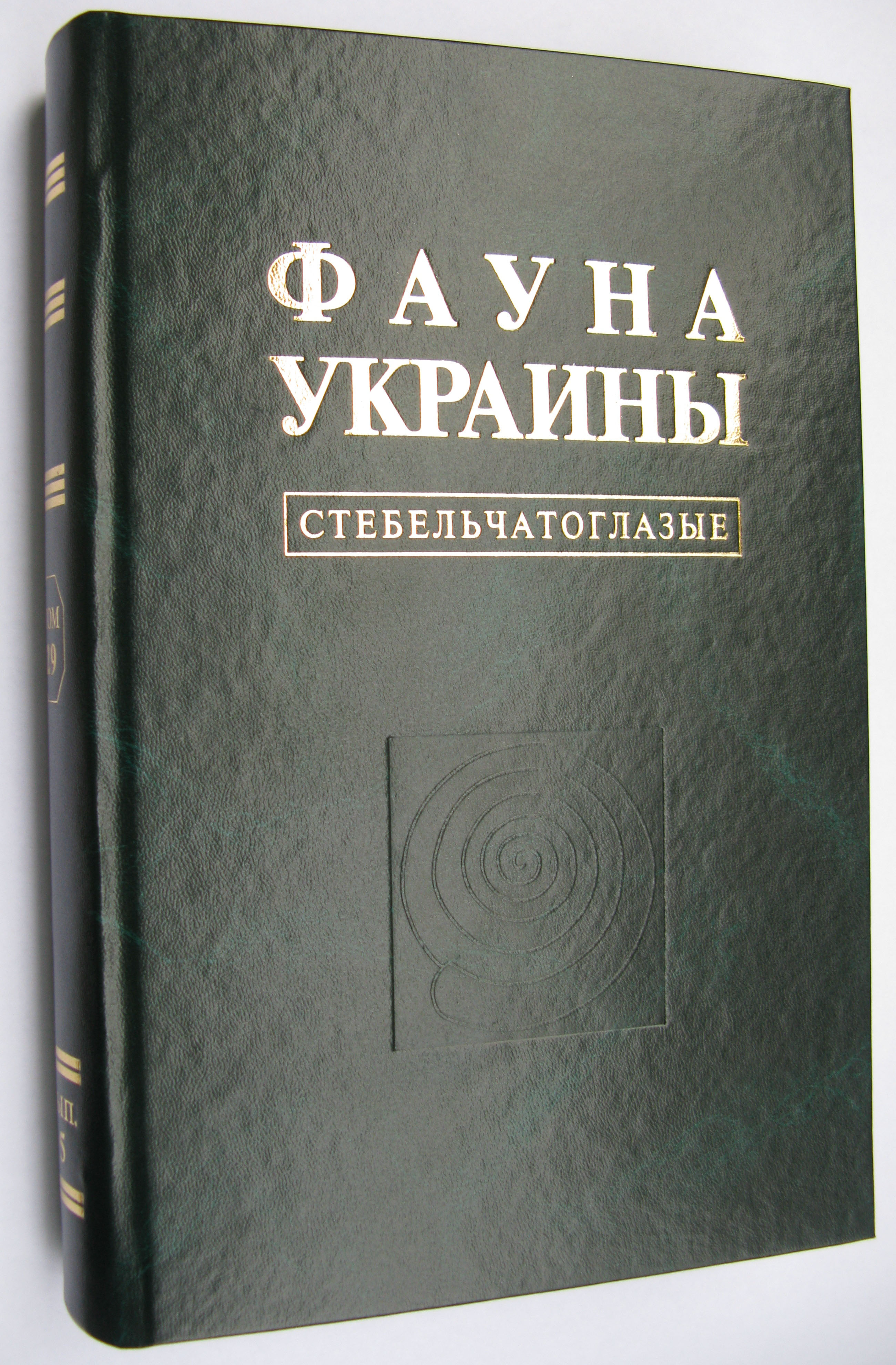
Монографія в серії «Фауна України» (2016)

- Балашов І. О., Лукашов Д. В., Сверлова Н. В. 2007. Наземні молюски Середнього Придніпров'я [Архівовано 20 грудня 2016 у Wayback Machine.]. Київ: Фітосоціоцентр, 132 с.
- Балашов І. 2016. Охорона наземних молюсків України [Архівовано 10 червня 2016 у Wayback Machine.]. Київ: Інститут зоології НАН України, 272 с. (російською)
- Балашов І. 2016. Фауна України. Том 29. Молюски. Вип. 5. Стебельчастоокі (Stylommatophora) [Архівовано 20 грудня 2016 у Wayback Machine.]. Київ: Наукова думка, 592 с. (російською)

Статті
- Balashov I., Gural-Sverlova N. 2012. An annotated checklist of the terrestrial molluscs of Ukraine. Journal of Conchology. 41 (1): 91—109.
- Balashov I., Kramarenko S., Shyriaieva D., Vasyliuk O. 2018. Invasion of a Crimean land snail Brephulopsis cylindrica into protected relict steppic hilltops (tovtrs) in Western Ukraine: a threat to native biodiversity? Journal of Conchology. 43 (1): 59—69.
- Korábek O., Juřičková L., Balashov I., Petrusek A. 2018. The contribution of ancient and modern anthropogenic introductions to the colonization of Europe by the land snail Helix lucorum Linnaeus, 1758 (Helicidae). Contributions to Zoology. 87 (2): 61—74.
- Balashov I., Neiber M., Hausdorf B. 2021 (2020). Phylogeny, species delimitation and population structure of the steppe inhabiting land snail genus Helicopsis (Gastropoda: Geomitridae) in Eastern Europe. Zoological Journal of the Linnean Society. 193 (3): 1108—1125.
- Balashov I. 2021 (2020). An inventory of molluscs recorded from mid-Cretaceous Burmese amber, with the description of a land snail, Euthema annae sp. nov. (Caenogastropoda, Cyclophoroidea, Diplommatinidae) [Архівовано 26 жовтня 2020 у Wayback Machine.]. Cretaceous Research. 118 (104676): 1—7.
- Balashov I. 2021. The first records of mollusks from mid-Cretaceous Hkamti amber (Myanmar), with the description of a land snail, Euthema myanmarica n. sp. (Caenogastropoda, Cyclophoroidea, Diplommatinidae). Journal of Paleontology. 95 (5): 994—1003.
- Korábek O., Balashov I., Neiber M., Walther F., Hausdorf B. 2023. The Caucasus is neither a cradle nor a museum of diversity of the land snail genus Helix (Gastropoda, Stylommatophora, Helicidae), while Crimea is home to an ancient lineage. Zoosystematics and Evolution[en]. 99 (2): 535—543.

## Цитування
Станом на 2024 рік має такі наукометричні показники: індекс Гірша 9 у Scopus (249 цитувань, 36 документів) і 17 у Google Scholar (1113 цитувань).

## Нові таксони, описані науковцем

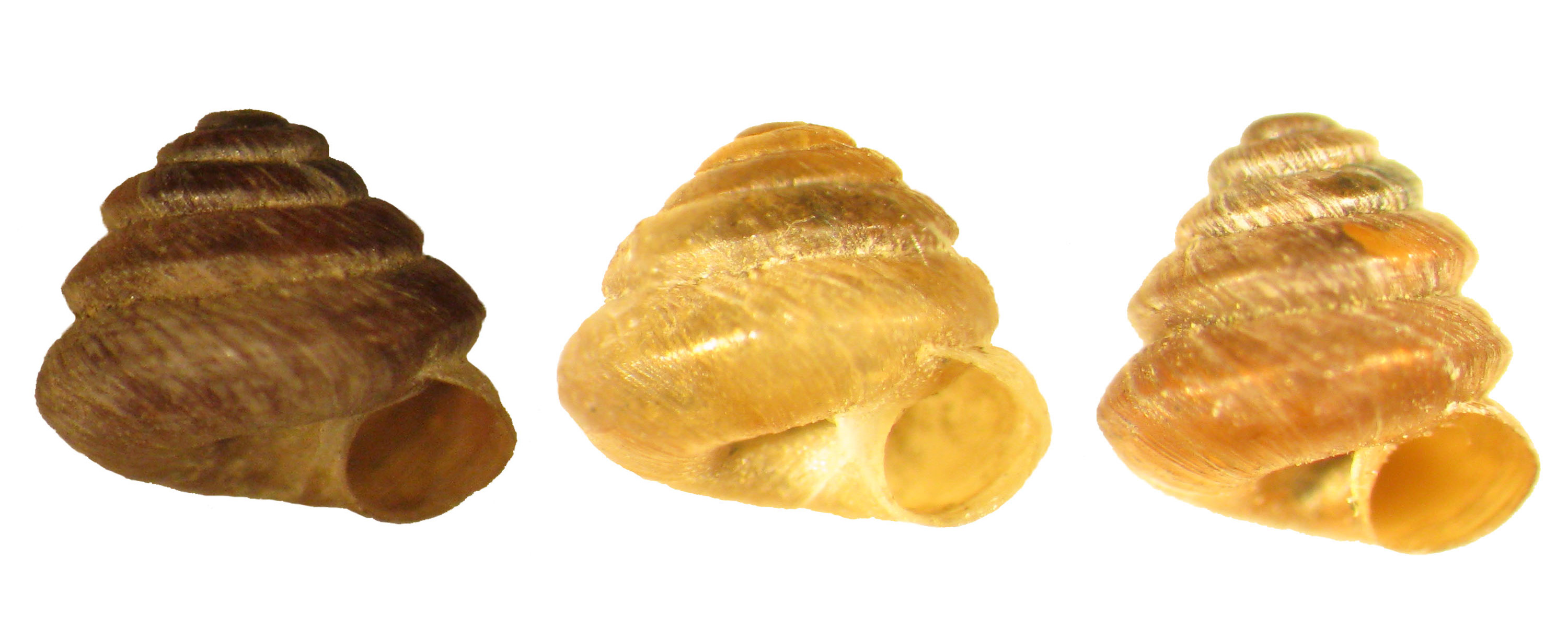
Типові екземпляри ' Schileyko & Balashov, 2012, Гімалаї

Види
- Pyramidula kuznetsovi[en] Schileyko & Balashov, 2012 — Гімалаї, Непал[35]
- Taurinellushka babugana[en] Balashov, 2014 — центральна частина Кримських гір[25]
- Boucardicus monchenkoi[en] Balashov & Griffiths, 2015 — Мадагаскар, вид названо на честь академіка В. І. Монченка, що зібрав перший відомий екземпляр у 1991 році[36]
- Boucardicus ambindaensis[en] Balashov & Griffiths, 2015 — Мадагаскар[36]
- Balticopta gusakovi[en] Balashov & Perkovsky, 2020 — викопний вид з балтійського бурштину (еоцен)[38]
- Euthema truncatellina[en] Balashov, Perkovsky & Vasilenko, 2020 — викопний вид з бірманського бурштину (крейдовий період)[37]
- Euthema annae[en] Balashov, 2020 — викопний вид з бірманського бурштину (крейдовий період)[39]
- Euthema myanmarica[en] Balashov, 2021 — викопний вид з хкамтійського бурштину (крейдовий період)[40]
- Burminella artiukhini Balashov, Perkovsky & Vasilenko, 2021 — викопний вид з бірманського бурштину (крейдовий період)[41]

Підвиди
- Elia novorossica nagolnica Balashov, 2013 — ендемічний підвид басейну річки Нагольна (південь Луганської області, Донецький кряж)[20]
- Pupilla alpicola eskikermenica Balashov, 2016 — ендемічний кримський підвид, описаний з заболоченої ділянки поблизу руїн міста Ескі-Кермен[26]

Надвидові таксони
- Taurinellushka[en] Balashov, 2014 — кримський ендемічний рід підродини Pristilomatinae[en][25]
- Glacivertigo Balashov, 2016 — підрід роду Vertigo[26]
- Politenella Balashov, 2016 — підрід роду Aegopinella[en][26]
- Tauroxychilus Balashov, 2016 — підрід роду Oxychilus[en][26]
- Balticopta[en] Balashov & Perkovsky, 2020 — викопний рід родини Gastrocoptidae[en][38]
- Burminella Balashov, Perkovsky & Vasilenko, 2021 — викопний рід родини Pupinidae[en][41]

Таксони, встановлені в ранг видів
- Pyramidula przevalskii[en] Lindholm, 1922 — північно-західний Китай[42]
- Helicopsis lunulata[en] (Krynicki, 1833) — степи Східної Європи[43]

## Відзнаки
- 2010—2012 — Стипендія НАН України для молодих учених[1].
- 2012—2014 — Стипендія Президента України для молодих учених[1].
- 2013 — Премія НАН України для молодих учених за серію робіт «Наземні молюски України: поширення, стан популяцій, охорона»[1].
- 2015 — Персональний грант від Rufford Foundation[en], проект «Conservation of terrestrial molluscs in Ukraine»[53].
- 2016 — Другий персональний грант від Rufford Foundation[en], проект «Conservation of terrestrial molluscs in Ukrainian dry grasslands»[54].
- 2017 (вересень-грудень) — Стипендія DAAD, науковий візит у Зоологічний музей[de] Гамбурзького університету[1].
- 2017—2018 — Грант від НАН України, перемога у конкурсі науково-дослідних робіт молодих вчених, тема «Наземні молюски Червоної книги України: сучасний стан популяцій і питання включення нових видів»[55][56].
- 2020 — Премія НАН України імені І. І. Шмальгаузена, за серію праць «Карабоїдні жуки та наземні молюски України та прилеглих територій, їх біоценотичне та практичне значення» (спільно з О. В. Пучковим)[57][58][59].
- 2024 — Персональний грант за програмою «Talents for Ukraine» («KSE 150») від KSE Foundation[60][61][62].

## Експертна і природоохоронна діяльність
- 2002—2007 — Член студентської дружини охорони природи Київського університету[1].
- 2013—2020 — Член Науково-технічної ради Поліського природного заповідника[1].
- 2017—… — Член Групи фахівців з молюсків Комісії з виживання видів Міжнародного союзу охорони природи (IUCN) (єдиний представник України)[63][64][65][66][67][68][69][70].
- 2018—… — Експерт Ukrainian Nature Conservation Group[71].